# Південний Глостершир

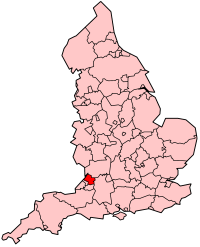
Унітарна одиниця на мапі Англії

51°28′46″ пн. ш. 2°22′49″ зх. д. / 51.47944° пн. ш. 2.38028° зх. д.
Південний Гло́стершир (англ. South Gloucestershire) — унітарна одиниця Англії на півдні церемоніального графства Глостершир. Населення 277,6 тисяч осіб (2016 рік). Площа — 496,94 км².
Головне місто унітарної одиниці — Торнбері (населення — 12 тис. осіб). Найбільше місто — Кінгсвуд (31 тис. осіб).

## Історія
Утворена 1 квітня 1996 року шляхом перетворення в унітарну одиницю і переходу в церемоніальне графство Глостершир районів Кінгсвуд і Нордейвон колишнього неметропольного графства Ейвон.

## Географія
Займає площу 497 км², на північному сході по річці Северн межує з Уельсом, на півночі з неметропольним графством Глостершир, на сході з церемоніальним графством Вілтшир, на півдні з церемоніальним графством Сомерсет, на південному заході з церемоніальним графством Бристоль.